# Westringieae
Los Westringieae son una tribu  de plantas estrictamente endémicas de Australia perteneciente a la subfamilia Prostantheroideae dentro la familia Lamiaceae. La forman 5 géneros con 204 especies aceptadas.

## Descripción
Son arbustos o subarbustos no aromáticos, excepto el género Prostanthera. El indumento, cuando existe, no es nunca lanudo pero generalmente de pelos simples, glandulosos y/o no glandulosos y, menos frecuentemente, con pelos ramificados/dendroides. El androceo está compuesto por 2 o 4 estambres de 1 o 2 tecas y con el conectivo sin apéndices basales, excepto en Prostanthera que, sí, los tiene. El gineceo tiene el ovario tetralobulado con el estilo implantado entre dichos lóbulos. El fruto es un esquizocarpo tetranucular.

## Taxonomía
La tribu fue creada por Friedrich Gottlieb Bartling y descrita en Ordines naturales plantarum, p. 187 en 1830. Para el autor, incluía los géneros Westringia (como género tipo), Microcorys, Hemigenia, Hemiandra Y Synandra (este último actualmente incluido en la subfamilia Lamioideae) y dicha subfamilia estaba caracterizada por tener 4 estambres, todos bitecados, y con los 2 inferiores estériles .
Etimología
Derivado del género Westringia, dedicado a Johan Peter Westring (1753-1783), médico y autor botánico de nacionalidad sueca.

## Géneros
- Atelandra Lindl. = Hemigenia R. Br.
- Colobandra Bartl. = Hemigenia R. Br.
- Chilodia R.Br. = Prostanthera Labill.
- Cryphia R. Br. = Prostanthera Labill.
- Eichlerago Carrick = Prostanthera Labill.
- Hemiandra R. Br. - 7 especies aceptadas
- Hemigenia R. Br. - 51 especies aceptadas
- Klanderia F. Muell. = Prostanthera Labill.
- Microcorys R. Br. - 21 especies aceptadas
- Prostanthera Labill. - 92 especies aceptadas
- Westringia Sm. - 31 especies aceptadas
- Wrixonia F. Muell. = Prostanthera Labill.[6][1]

## Galería de imágenes
Ejemplos de cada uno de los 5 géneros aceptados de la tribu.

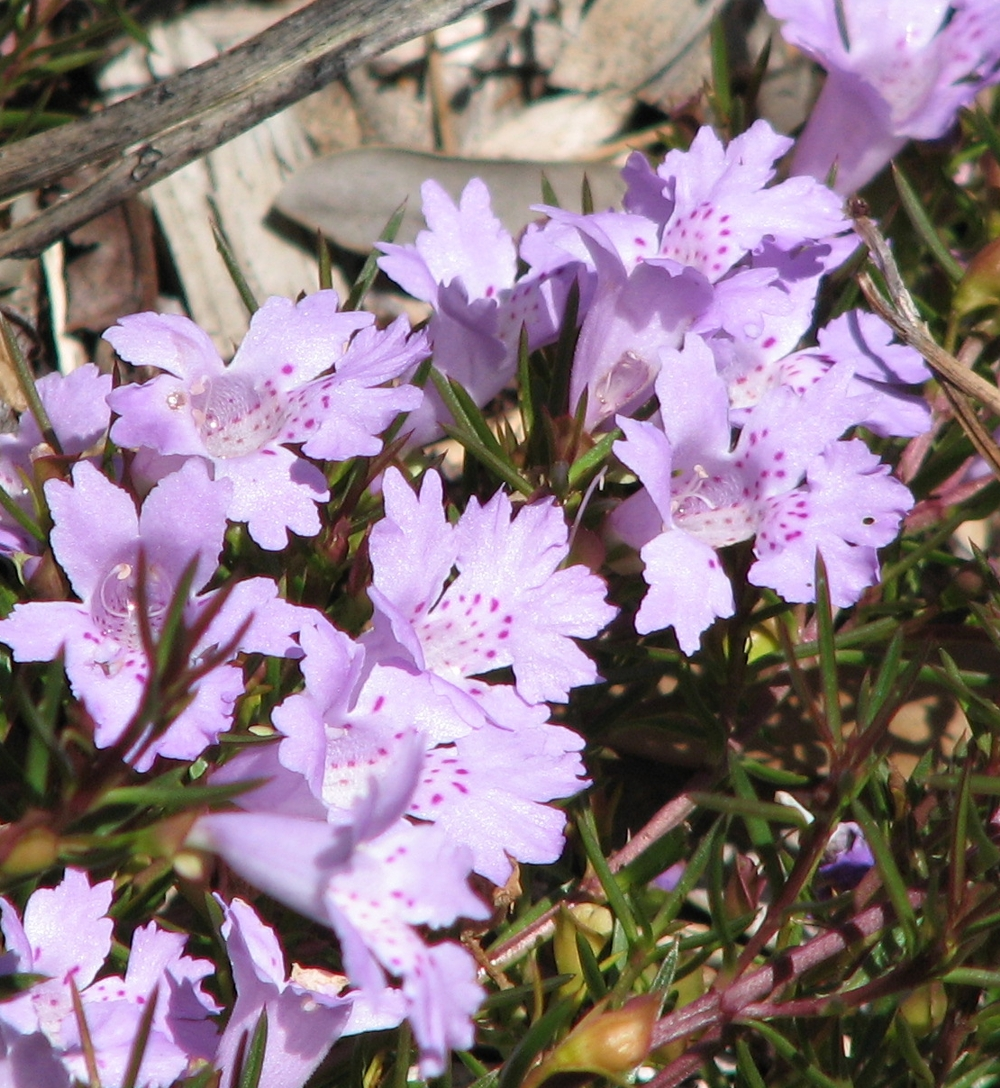
Hemiandra (Hemiandra pungens)
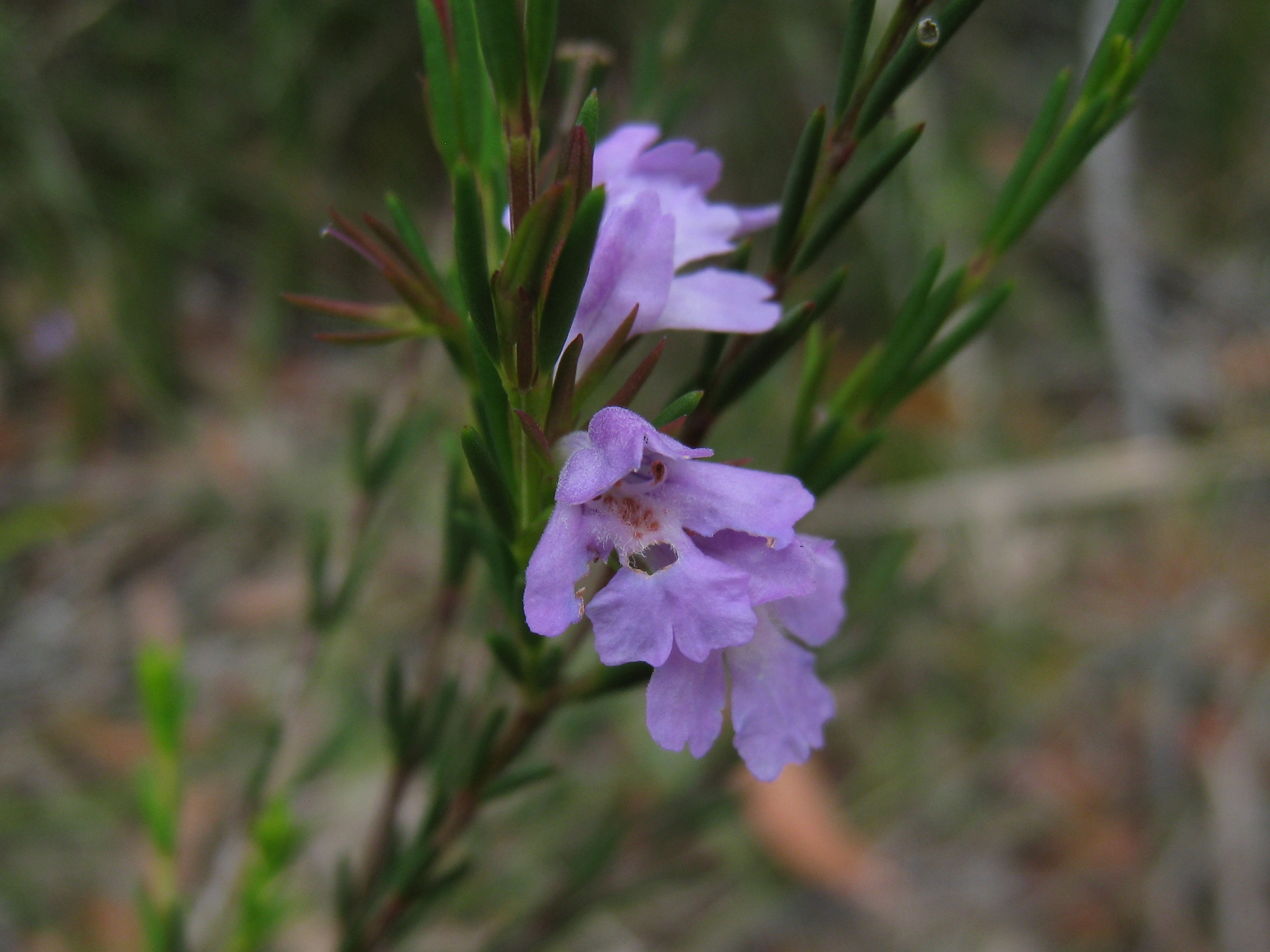
Hemigenia (Hemigenia purpurea)
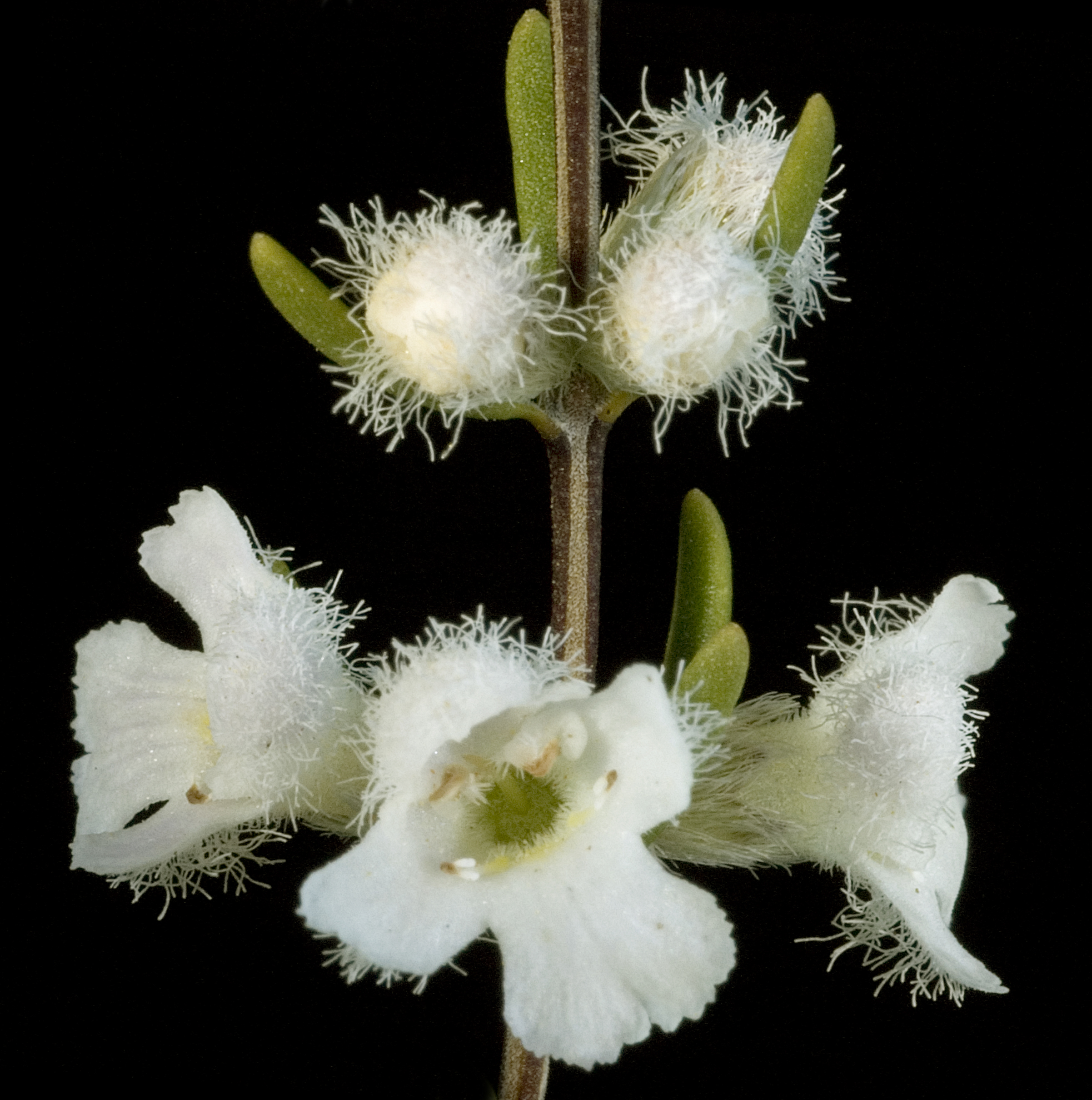
Microcorys (Microcorys barbata)
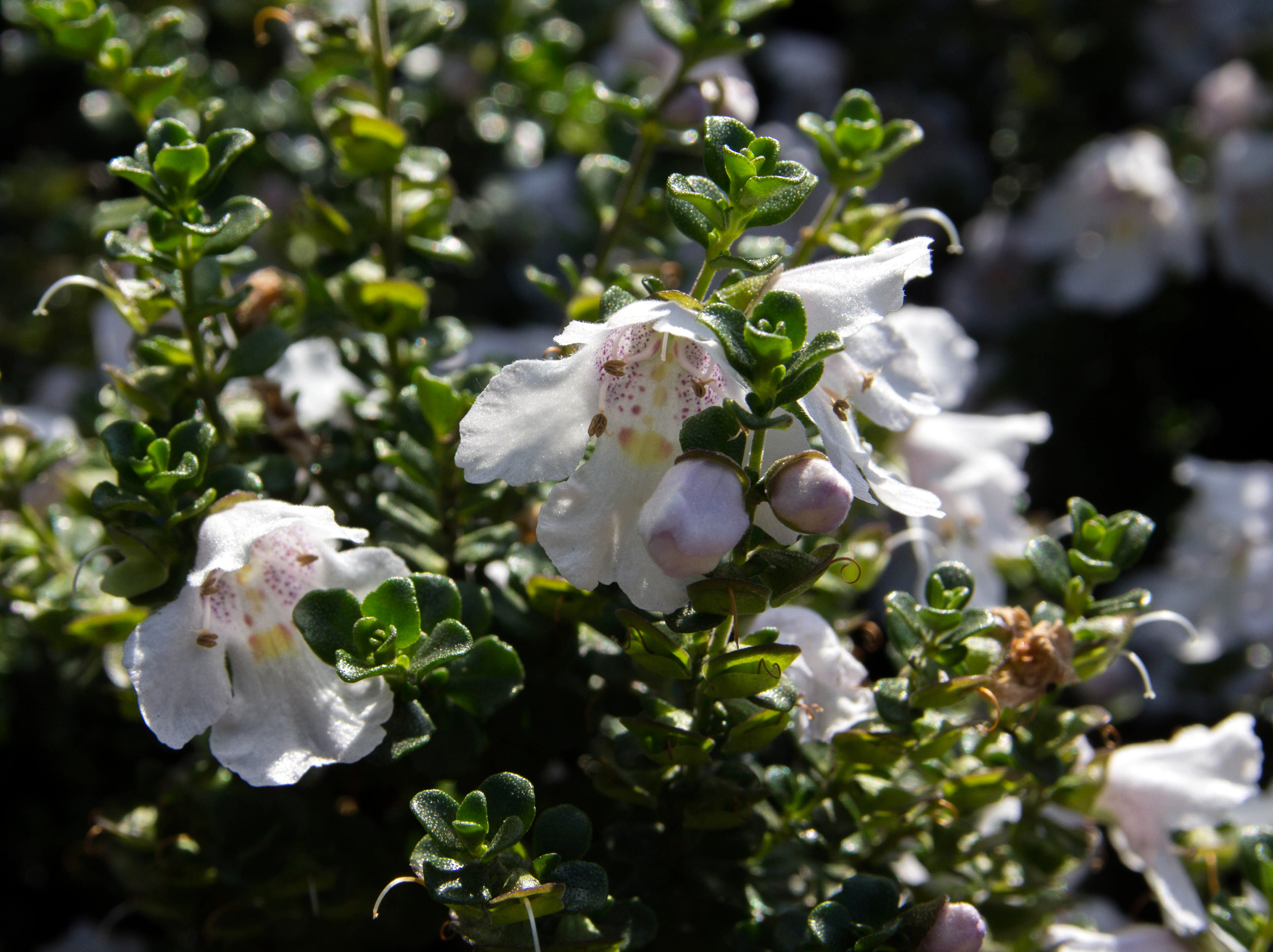
Prostanthera (Prostanthera cuneata)
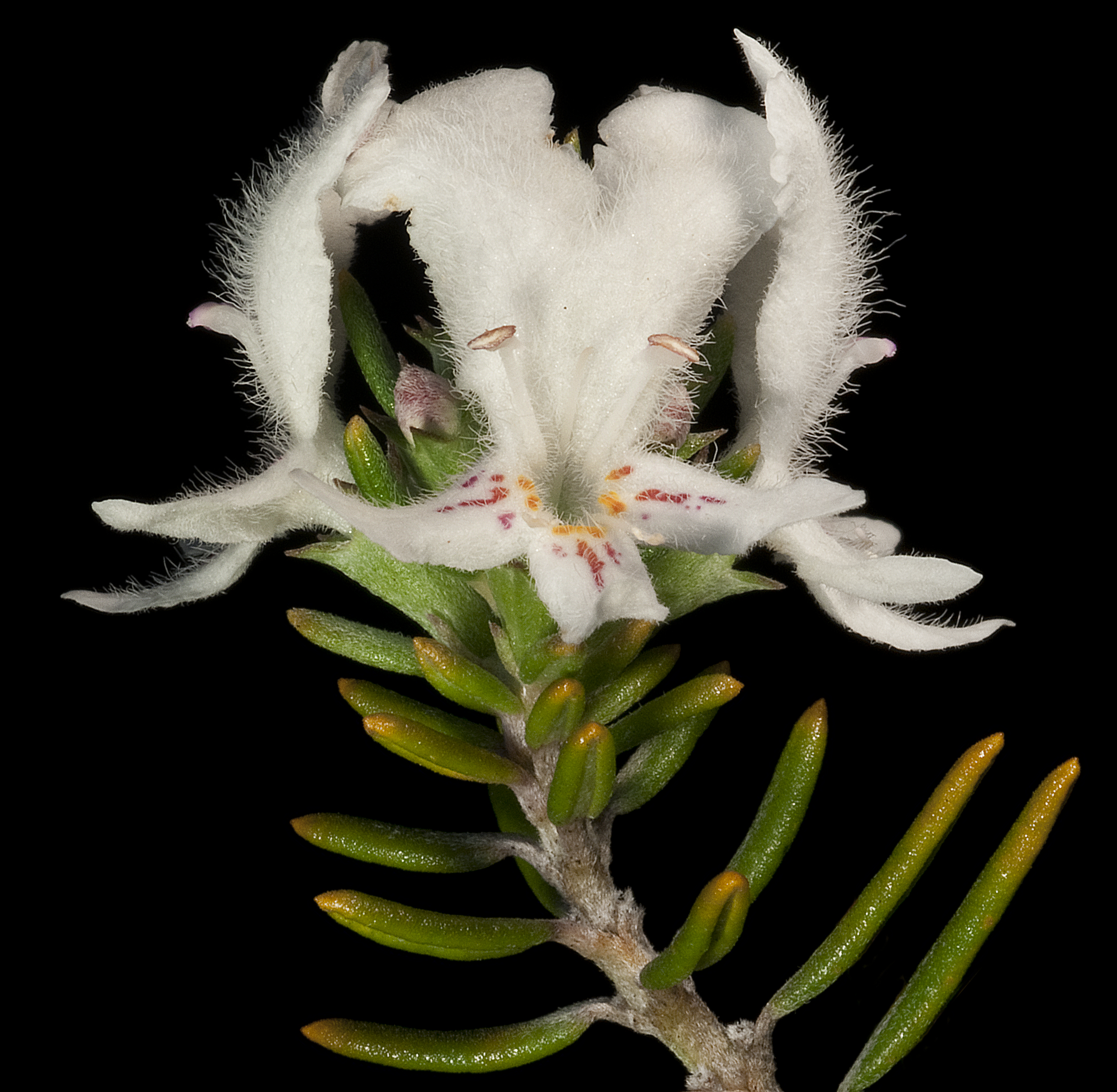
Westringia (Westringia dampieri)